# 西点 (阿拉巴马州)
西点（英文：West Point），是美国阿拉巴马州下属的一座城市。面积约为3.42平方英里（约合8.84平方公里）。根据2010年美国人口普查，该市有人口586人，人口密度为171.6/平方英里（约合66.29/平方公里）。